# شهرستان پاول (کنتاکی)
شهرستان پاول، کنتاکی (به انگلیسی: Powell County, Kentucky) یک سکونتگاه مسکونی در ایالات متحده آمریکا است که در کنتاکی واقع شده‌است.